# John Isaac Moore
Pour les articles homonymes, voir Moore.
John Isaac Moore, né le 7 février 1856 dans le comté de Lafayette (Mississippi) et mort le 18 mars 1937, est un homme politique démocrate américain. Il est gouverneur de l'Arkansas par intérim en 1907.

## Sources
- (en) Cet article est partiellement ou en totalité issu de l’article de Wikipédia en anglais intitulé « John Isaac Moore » (voir la liste des auteurs).